# 三浦嘉門
三浦 嘉門（みうら かもん、1882年（明治15年）3月23日 - 没年不明）は、大日本帝国陸軍軍人。最終階級は陸軍少将。

## 経歴
宮城県出身。陸軍士官学校第17期卒義。1922年（大正11年）2月に陸軍歩兵少佐に進級し、1923年（大正12年）9月時点で陸軍士官学校予科訓育部附の任にあった。1925年（大正14年）12月、陸軍歩兵中佐と同時に歩兵第70連隊附に着任し、1927年（昭和2年）3月に独立守備歩兵第1大隊長に転じた。
1931年（昭和6年）8月1日、陸軍歩兵大佐進級と同時に近衛師団司令部附となり、中央大学に配属され、1933年（昭和8年）8月に鳥取連隊区司令官に着任した。1936年（昭和11年）3月7日には陸軍少将進級と同時に第6師団司令部附を発令され、1938年（昭和13年）7月15日に待命となり、7月27日に予備役に編入された。